# Anna Eva Bergman
Anna-Eva Bergman (Estocolm, Suècia; 29 de maig de 1909 - Grasse, França; 24 de juliol de 1987) va ser una pintora expressionista abstracta noruega que va formar part de l'Escola d'art de París.

## Biografia
Va néixer a Estocolm al 1909. Després del divorci dels seus pares, sent molt nena, es va instal·lar amb la seva mare a Noruega. Va estudiar Belles arts en la Statens Kunstakademi, l'Acadèmia Noruega de Belles arts, d'Oslo (1926). Va continuar la seva formació a Viena entre 1928 i 1929, i va estudiar al taller del pintor André Lothe a París durant 1929.

## Obra
Els seus inicis es van caracteritzar per la influència dels artistes alemanys de la Nova Objectivitat, com Otto Dix o George Grosz. En aquests anys utilitza tinta, colors primaris i aquarel·les per a realitzar obres properes a la caricatura.
A partir de la dècada dels 50, va experimentar un tomb radical passant a l'abstracció pictòrica, treballant al voltant de la línia i el ritme. A partir d'allí, la seva obra es va caracteritzar pels motius naturals, mitologia escandinava, planetes, muntanyes, barques, fiords o la llum nòrdica.
Al 1959 Anna-Eva Bergmann va participar en la Documenta II a Kassel.
Al 2011 Lydia Harambourg explicava de l'obra de Bergman: "...en la seva obra es transcriuen espais imaginaris, gelats, visions d'icebergs i fiords a partir de volums amb vores tallades, amb una paleta fosca o clara, els colors de la qual aixafa (...). Una pintura pura on el minimalisme convida a la meditació."
Algunes obres seves són Fragment d'una illa a Noruega, 1951, i Pierre de Castille 6, 1970.
La major part de la seva obra la va realitzar a França on va participar en nombroses exposicions fins a l'any de la seva defunció en 1987. Als seus inicis trobem il·lustracions per a llibres tant aliens com escrits per ella mateixa. Als darrers quaranta anys de la seva producció artística es va decantar per la pintura de caràcter abstracte i inspirada en la naturalesa, buscant noves tècniques on va emprar a les seves obres làmines metàl·liques d'alumini, plata i or.

## Vida personal
Al 1929 es va casar amb el pintor alemany Hans Hartung. Al 1932 van anar a viure a Menorca. Sota la pressió de la seva mare, es va divorciar i es va tornar casar en 1957, una vegada va haver aconseguit reconeixement per les seves pròpies obres en el sector, van romandre junts fins a la seva mort. Ella i el seu marit van viure i van treballar junts durant molts anys a França, especialment a París. Les obres de la parella d'artistes s'exhibeixen en la Fundació Hartung-Bergman des de 1994.